# Fernando Ramírez Fariñas
Fernando Ramirez Fariñas fue un alto funcionario español del siglo XVII que formó parte del grupo de hombres de confianza del conde-duque de Olivares y ejerció diversos puestos al servicio de la corona durante el gobierno del rey Felipe IV.

## Biografía
Fue oidor de Sevilla y Granada, miembro del Consejo Real, alcalde de casa y corte, visitador de la chancillería de Valladolid y asistente de Sevilla entre 1623 y 1626.
Fue el encargado de organizar el arresto de Rodrigo Calderón de Aranda, I conde de la Oliva de Plasencia y I marqués de Siete Iglesias, que fue detenido la noche del 20 de febrero de 1619 en su palacio de Valladolid y llevado al Castillo de Montánchez primero y finalmente conducido a Madrid, donde tras ser torturado fue condenado a muerte y ejecutado.
Durante su periodo de mando en Sevilla, tuvo lugar el 25 de enero de 1626 una importante crecida del rio Guadalquivir que ocasionó graves daños, destruyó alrededor de 3000 viviendas y produjo carestía y aumento de los precios del pan y otros productos básicos. Con motivo de estos hechos, se produjo un conato de revuelta popular y el asistente Fernando Ramírez Fariñas fue acusado de no haber actuado con rapidez para tomar las debidas precauciones que hubieran disminuido la intensidad de la catástrofe.

## Familia
Fue hermano de Juan Ramírez de Arellano. Tuvo entre sus hijos a:
- Juan (-1645), comendador de Torres y Cañamares, caballero de la Orden de San Juan, caballero de la Orden de Santiago y caballerizo del Rey.[6][7]